# Coryphoideae
Coryphoideae — одна з п’яти підродин родини пальмових, Arecaceae. Містить усі роди з пальмоподібними листками, за винятком Mauritia, Mauritiella та Lepidocaryum, всі підродини Calamoideae, триби Lepidocaryeae, підтриби Mauritiinae.

У всіх корифоїдних пальмових листків V-подібні складки листя (за винятком Guihaia), тоді як у каламоїдних пальм перевернуті V-подібні листові складки. Перисті листя трапляються у Coryphoideae, у Phoenix, Arenga, Wallichia  та двопері у Caryota.

## Класифікація
Підродина Coryphoideae поділяється на 8 триб:
- Sabaleae
  - Sabal
- Cryosophileae
  - Schippia
  - Trithrinax
  - Zombia
  - Coccothrinax
  - Hemithrinax
  - Thrinax
  - Chelyocarpus
  - Cryosophila
  - Itaya
  - Sabinaria
- Phoeniceae
  - Phoenix
- Trachycarpeae
  - Chamaerops
  - Guihaia
  - Trachycarpus
  - Rhapidophyllum
  - Maxburretia
  - Rhapis
  - Livistona
  - Licuala
  - Lanonia
  - Johannesteijsmannia
  - Pholidocarpus
  - Saribus
  - Acoelorrhaphe
  - Serenoa
  - Brahea
  - Colpothrinax
  - Copernicia
  - Pritchardia
  - Washingtonia
- Chuniophoeniceae
  - Chuniophoenix
  - Kerriodoxa
  - Nannorrhops
  - Tahina
- Caryoteae
  - Caryota
  - Arenga
  - Wallichia
- Corypheae
  - Corypha
- Borasseae
  - Bismarckia
  - Satranala
  - Hyphaene
  - Medemia
  - Latania
  - Lodoicea
  - Borassodendron
  - Borassus

Викопні
- Sabalites